# Towarzystwo Przyjaciół Muzyki

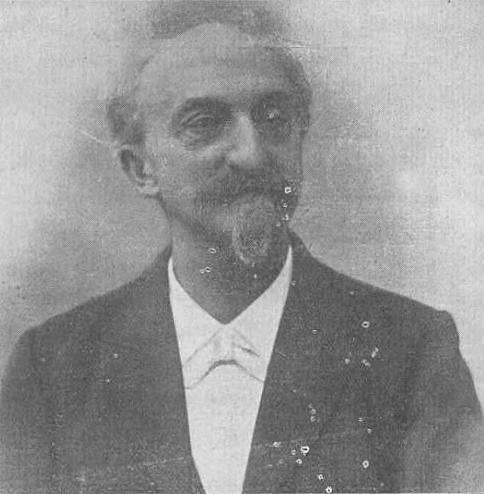
Bolesław Dembiński – inicjator założenia towarzystwa i jego spiritus movens

Towarzystwo Przyjaciół Muzyki – polskie towarzystwo muzyczne działające w Poznaniu.
Organizacja powstała 12 marca 1875 z inicjatywy Bolesława Dembińskiego i początkowo miała charakter chóru męskiego i orkiestry (44 członków), ale w 1876 uruchomiono również Oddział damski i w tym roku, łącznie z orkiestrą (składała się tylko z instrumentów smyczkowych i fletów), gromadziło już około stu członków. Oprócz amatorów działali w nim zawodowi muzycy: Maciej Dembiński (ojciec Bolesława), Maciej Brunon Dembiński (brat Bolesława), Teofil Klonowski, Hipolit Nikiński, Tomasz Dalkowski, Teobald Klepaczewski i Apolinary Tłoczyński. Brak instrumentów dętych w orkiestrze, Bolesław Dembiński rekompensował grą na fortepianie lub fisharmonii. Pierwszy koncert zorganizowano 4 lipca 1875 w parku Viktoria, a w następnych latach koncerty dawano kilkakrotnie w ciągu roku, także w salach hotelu Bazar, pałacu Działyńskich, jak również hotelu Francuskiego.
Towarzystwo nie wykonywało jedynie muzyki polskiej, choć w dużej mierze śpiewano utwory rodzimych kompozytorów. Urządzano koncerty, ćwiczono śpiew i muzykę instrumentalną. Śpiewano i grano głównie pieśni Stanisława Moniuszki, Karola Kurpińskiego, Bolesława Dembińskiego, dzieła niemieckich romantyków, kompozytorów włoskich, parafrazy z oper, jak również transkrypcje miniatur fortepianowych. Wspomagano też muzycznie scenę Teatru Polskiego (od 1875 Dembiński został dyrektorem tej instytucji). Największym osiągnięciem było wystawienie Halki Stanisława Moniuszki (premiera 9 listopada 1876).
Towarzystwo działało prężnie do 1879, a potem jego działalność powoli wygasła. 8 grudnia 1879 zostało zlikwidowane, czego przyczyną było wykruszanie się niektórych członków w wyniku silnej presji germanizacyjnej ze strony zaborcy niemieckiego.